# Clytia hendersoni
Clytia hendersoni är en nässeldjursart som beskrevs av Torrey 1904. Clytia hendersoni ingår i släktet Clytia och familjen Campanulariidae. Inga underarter finns listade i Catalogue of Life.